# Elin Borglund
Elin Borglund, född 12 november 1991, är en svensk friidrottare. Hon vann SM-guld på 5 000 meter 2014. Hon tävlar för Sävedalens AIK.
Elin Borglund tävlade på 5 000 meter vid U23-EM 2013 i Tammerfors och kom där in på en elfteplats med tiden 16:38,99. Elin Borglund är tvillingsyster med Maria Borglund, också en svensk friidrottare.

## Personliga rekord
| Utomhus - 800 meter – 2:14,44 (Göteborg 28 juni 2009) - 1 000 meter – 2:59,24 (Lerum 19 augusti 2007) - 1 500 meter – 4:27,04 (Göteborg 28 juni 2014) - 3 000 meter – 9:34,07 (Göteborg 15 juni 2016) - 5 000 meter – 16:28,44 (Borås 1 september 2013) - 10 km landsväg – 34:59 (Malmö 12 juli 2014) - 10 km landsväg – 35:23 (Stockholm 15 juni 2016) - Halvmaraton – 1:19:27 (Göteborg 21 maj 2016) | Inomhus - 800 meter – 2:17,80 (Göteborg 3 februari 2007) - 1 500 meter – 4:31,71 (Tammerfors, Finland 5 februari 2011) - 1 500 meter – 4:31,88 (Göteborg 12 februari 2011) - 3 000 meter – 9:37,89 (Göteborg 26 februari 2011) |